# Österreichische Judo-Damen-Mannschaftsmeisterschaft 1994
Die Österreichische Judo-Damen-Mannschaftsmeisterschaft 1994 ermittelte zum 14. Mal den Österreichischen Mannschaftsmeisters im Judo. Sie wurde vom Österreichischen Judoverband ausgetragen. Sieger war zum 1. Mal der Vereinsgeschichte der ASV ÖGJ Salzburg.

## Tabelle
| Position | Mannschaft        | Ort      | Bundesland | Quelle      |
| -------- | ----------------- | -------- | ---------- | ----------- |
| 1        | ASV ÖGJ Salzburg  | Salzburg | Salzburg   | [ 2 ] [ 3 ] |
| 2        | JGV Wien          | Wien     | Wien       | [ 2 ]       |
| 3        | WKG ASKÖ Salzburg | Salzburg | Salzburg   | [ 2 ]       |
|          |                   |          |            | [ 2 ]       |
|          |                   |          |            | [ 3 ]       |